# Bénesse-Maremne
Bénesse-Maremne (okzitanisch: Benessa de Maremne) ist eine französische Gemeinde mit 3733 Einwohnern (Stand: 1. Januar 2022) im Département Landes in der Region Nouvelle-Aquitaine. Sie gehört zum Arrondissement Dax und zum Kanton Pays Tyrossais. Die Einwohner werden Bénessois(es) genannt.

## Geographie
Die Gemeinde Bénesse-Maremme liegt nahe der Atlantikküste. Umgeben wird Bénesse-Maremne von den Nachbargemeinden Angresse im Norden, Saint-Vincent-de-Tyrosse im Nordosten und Osten, Saubrigues im Südosten, Orx im Süden, Labenne im Südwesten sowie Capbreton im Westen. Durch die Gemeinde führen die Autoroute A63 und die frühere Route nationale 10 (heutige D 810). Der Bahnhof liegt an der Bahnstrecke Bordeaux–Irun.

## Bevölkerungsentwicklung
| Jahr                       | 1962 | 1968 | 1975 | 1982 | 1990 | 1999 | 2006 | 2014 | 2021 |
| -------------------------- | ---- | ---- | ---- | ---- | ---- | ---- | ---- | ---- | ---- |
| Einwohner                  | 988  | 1089 | 1070 | 1175 | 1471 | 1752 | 1989 | 2750 | 3735 |
| Quellen: Cassini und INSEE |      |      |      |      |      |      |      |      |      |

## Sehenswürdigkeiten
- Kirche Saint-Martin
- Wasserturm

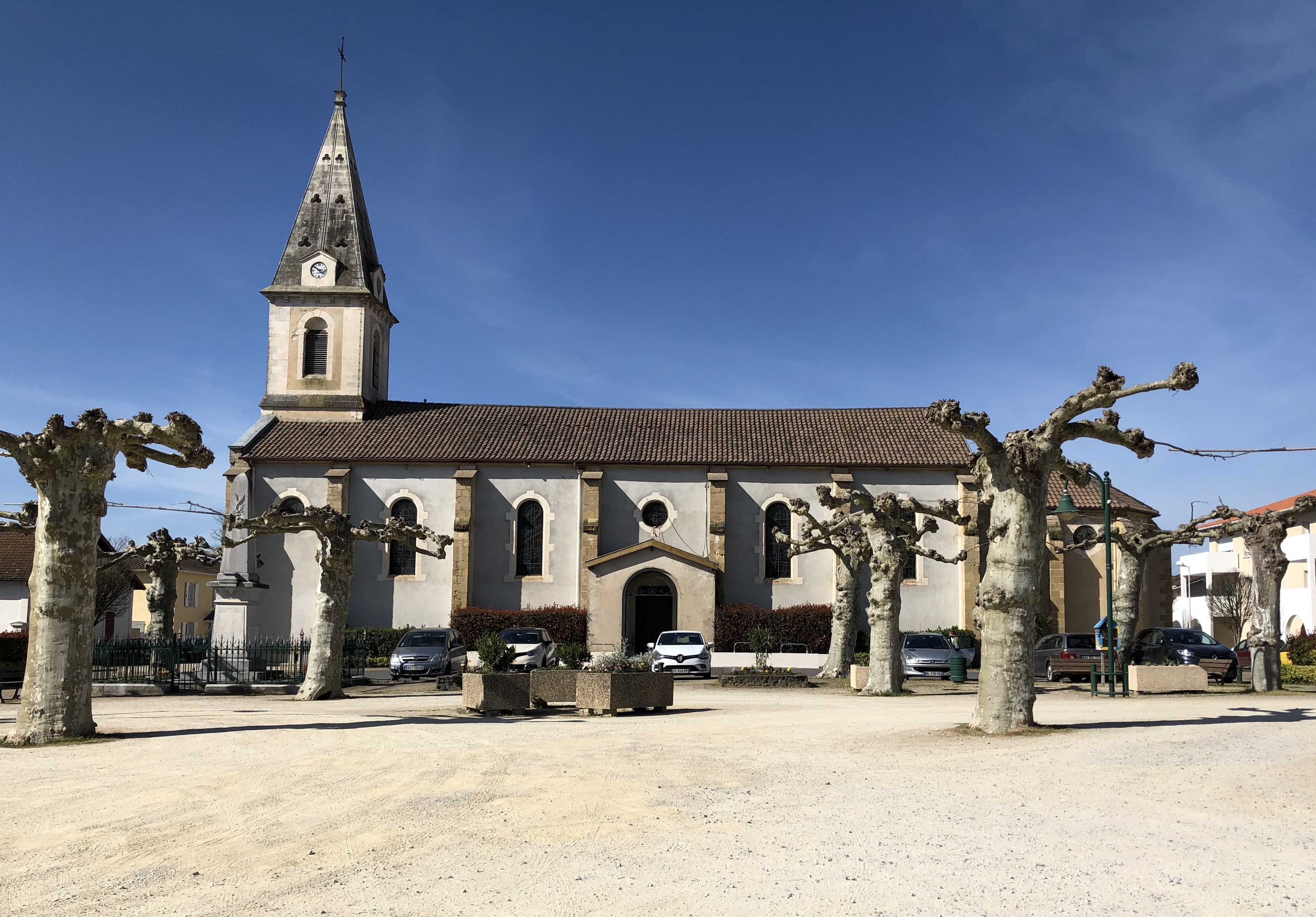
Kirche von Bénesse-Maremne
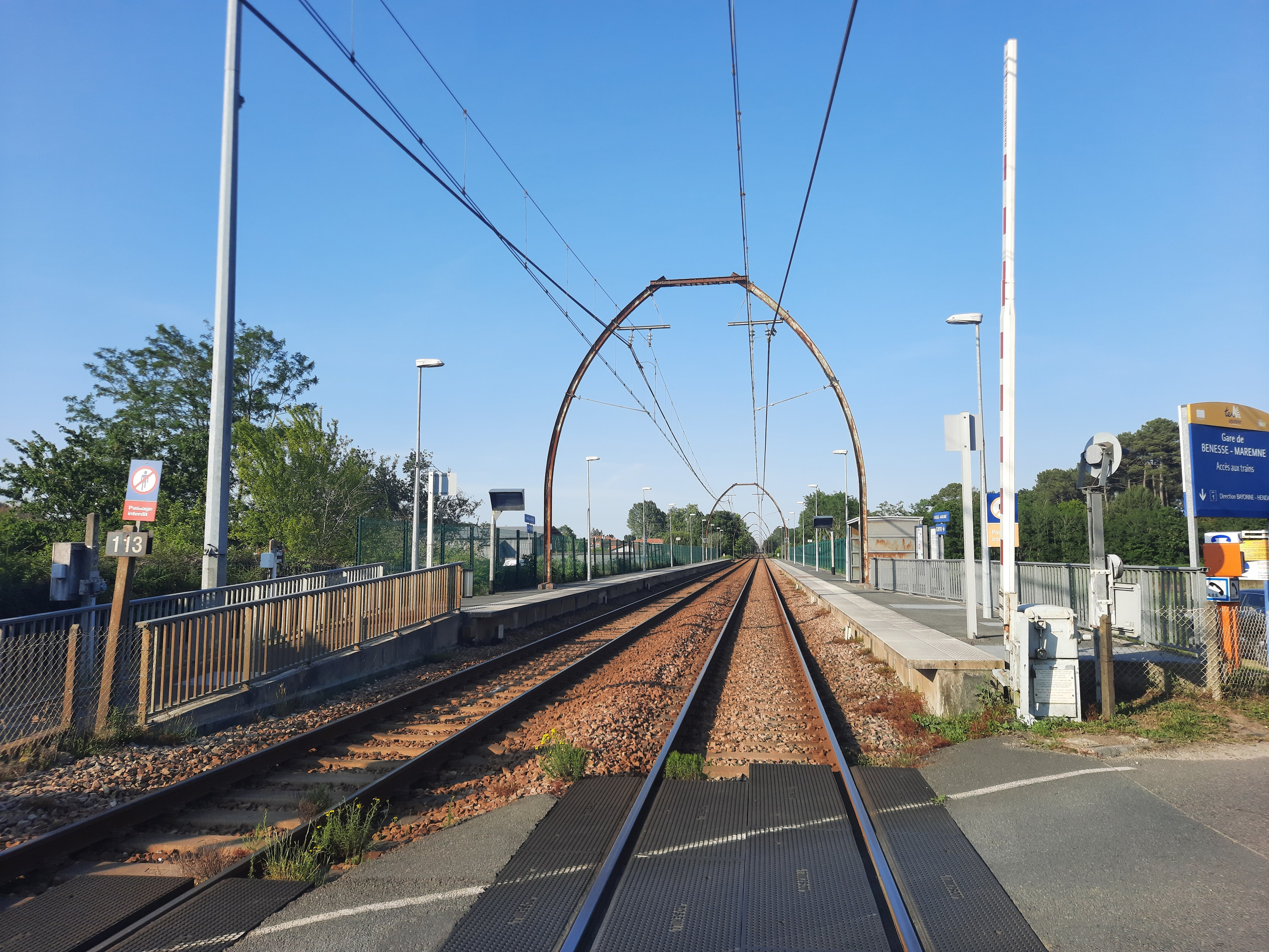
Bahnhof

## Persönlichkeiten
- José Pierre (1927–1999), Kunsthistoriker